# أحمد إبراهيم فرح
أحمد إبراهيم فرح (12 مايو 1936 - 26 أكتوبر 2013) هو داعية إسلامي مصري ووكيل وزارة الأوقاف الأسبق.

## نشأته وحياته
ولد في محافظة قنا في 12 مايو 1936، اتم حفظ القرآن الكريم من سن السابعة والتحق بالأزهر الشريف بمعهد قنا الدينى، التحق بكلية الشريعة والقانون بجامعة الأزهر وتخرج منها عام 1965.

## مسيرته
عين فور تخرجه إمامًا وخطيبًا ومدرسًا بوزارة الأوقاف بمحافظة اسوانتدرج في وظائف وزارة الأوقاف حتى تولى منصب "وكيل وزارة الأوقاف"
كان له نشاطًا بارزًا في حقل الدعوة الإسلامية داخل وخارج الجمهورية حيث أوفد للعمل في كل من النيجر وبوركينا فاسو والسودان وسلطنة عمان
أسلم على يده الكثير في دول أفريقيا لنشره الدعوة الإسلامية الوسطية التي لمس عطش الأفارقة لها
حصل على اوسمه وشهادات تقدير شعبيه ورسميه من داخل وخارج الجمهورية
اختير رئيسا لمجلس إدارة الجمعية الشرعية لتعاون العاملين بالكتاب والسنه المحمديه لمحافظة قنا
اختير رئيسا للجنة الفتوى بمحافظة قنا حيث اعتيبر المرجع الأول في الفقه على المذاهب الأربعة وخصوصا الفقه المالكي على مستوى محافظة قنا. واحيل للتقاعد عام 2001.

## جوائز
وتقديرا لمجهوداته على جميع المستويات طوال تاريخه حصل على وسام العلوم والفنون من الطبقة الأولى عام 2001.

## وفاته
توفى بعد صراع من المرض في يوم السبت الموافق 26 أكتوبر 2013 عن عمر ينهز ال 78 عام.